# Эггерт, Иоахим Николас
Иоахим (Георг) Николас Эггерт (швед. Joachim Nicolas Eggert; 22 февраля 1770, Гингст, Шведская Померания — 14 апреля 1813, Эстергётланд) — шведский композитор и дирижёр.

## Биография
В юном возрасте начал учиться игре на скрипке, продолжил учёбу в Брауншвейге и Гёттингене под руководством Иоганна Николауса Форкеля.
В 1802 году он получил своё первое назначение капельмейстером придворного театра Шверина. Год спустя стал скрипачом в Королевском придворном оркестре Швеции. Вскоре получил первые заказы на музыкальные сочинения. В 1807 году стал членом Королевской шведской музыкальной академии; в том же году дебютировал в качестве музыкального руководителя.
Между 1808 и 1812 годами работал придворным капельмейстером в Королевском придворном оркестре. Умер от туберкулёза в возрасте 34 лет.

## Избранные сочинения

### Оперы
- Die Mohren in Spanien (1809)
- Svante Sture och Märta Leijonhufvud (1812)

### Симфонии
- Sinfonie Nr. 1 in c-Moll (1805)
- Sinfonie Nr. 2 «Skjöldebrand» in g-Moll (1806)
- Sinfonie Nr. 3 in Es-Dur (1807)
- Sinfonie Nr. 4 «Krieg und Frieden» in c-Moll (1812)
- Sinfonie No. 5 d-Moll (Unvollendet)

### Камерная музыка
- Streichquartette, Op. 1: Nr. 1 in G. Nr. 2 in f-Moll (c. 1810), Nr. 3 in F
- Streichquartette, Op. 2: Nr. 1 in Es-Dur. Nr. 2 in g-Moll, Nr. 3 in d-Moll
- Streichquartette, Op. 3: Nr. 1 in C-Dur. Nr. 2 in g, Nr. 3 in A
- Streichquartette, WoO in G, d-Moll, in A (ca. 1800) und in D (1810)
- Scherzo und Trio in g-Dur, für Streichquartett
- Fugue in D, für Streichquartett
- Streicher-Sextett in f-Moll (für 2 Violinen, 2 Violas, Cello und Doppelbass (ca. 1800—1810))
- Sextett in f-Moll (für Klarinette, French Horn, Violin, Cello und Doppelbass (1807))